# Liberta-me (álbum de Heloisa Rosa)
Liberta-me é o álbum de estreia da cantora Heloisa Rosa, lançado em 2004 por um selo independente.
Com composições autorais, o disco é baseado em sonoridades do rock alternativo britânico, com letras congregacionais. Seu destaque veio por conta de "Jesus é o Caminho", que ganha um videoclipe anos depois. As canções "Clamarei Teu Santo Nome" e "Vem Andar Comigo", mais tarde, foram regravadas no primeiro álbum ao vivo da cantora, Ao Vivo em São Paulo.
O disco conta com a participação do cantor e tecladista Silva, também compositor da música "Te Amo". Os outros três músicos da base instrumental, Josias Alexandre (guitarra), Felipe Vieira (baixo) e Lucas Fonseca (bateria) continuaram a tocar com Heloisa até o ano de 2007, quando formaram o Palavrantiga. O cantor Val Martins ficou responsável pela mixagem.
Nas palavras de Heloisa Rosa, "na época surgiu uma mensagem queimando em meu espírito a qual era levar a igreja a entender que precisamos de libertação a cada dia de nossas vidas. E não me refiro a demônios ou coisa assim, mas o abandono de nosso orgulho e egoísmo e outras coisas que nos afasta da presença de nosso Amado Deus. E este trabalho com todas as suas características tem a finalidade de trazer uma reflexão a respeito deste assunto".
Em 2011, o disco foi relançado com uma nova capa, produzida pela Imaginar Design. Essa versão foi lançada digitalmente em 2013.

## Faixas
Todas as composições são de Heloisa Rosa, exceto "Te Amo", de Lúcio Souza e "Fall On Me", de Rom Wilding e Lisa Welldanks.
1. "Clamarei Teu Santo Nome"
2. "Jesus é o Caminho"
3. "Jesus"
4. "Vem Andar Comigo"
5. "Infinito"
6. "Instrumental"
7. "Lugar de Adoração"
8. "Grandes São"
9. "Silêncio"
10. "Fall On Me"
11. "Não Posso Explicar"
12. "Te Amo"

## Ficha técnica
| Críticas profissionais | Críticas profissionais |
| Avaliações da crítica  | Avaliações da crítica  |
| Fonte                  | Avaliação              |
| ---------------------- | ---------------------- |
| O Propagador           | [ 8 ]                  |
| Super Gospel           | (favorável)            |

- Heloisa Rosa - vocais, violão, produção musical, arranjos
- Lúcio Souza - teclado, vocais, violino, piano
- Lucas Fonseca - bateria
- Felipe Vieira - baixo
- Josias Alexandre - guitarra
- Gabriella Santos Batista - violoncelo
- Gabriel Vieira - flauta doce, flauta transversal
- Douglas Martins - gravação e captação
- Marcos Fabrizio - gravação e masterização
- Val Martins - mixagem
- Willian Sossai - fotos
- Edgard Costa - arte e design